# 新月城 (佛罗里达州)
新月城（英語：Crescent City），是美国佛罗里达州普特南縣下属的一座城市。建立于1883年。面积约为5.5平方公里（约合2.1平方英里）。根据2010年美国人口普查，该市有人口1,577人。论人口在本州排行第303。